# عشبة القوى أحادية الزهرة
عشبة القوى أحادية الزهرة (الاسم العلمي:Potentilla uniflora) هي نوع من النباتات تتبع جنس عشبة القوى من الفصيلة الوردية.